# Palo Plumaje
Palo Plumaje är en ort i Mexiko.   Den ligger i kommunen San José Tenango och delstaten Oaxaca, i den sydöstra delen av landet, 290 km sydost om huvudstaden Mexico City. Palo Plumaje ligger 682 meter över havet och antalet invånare är 136.
Terrängen runt Palo Plumaje är kuperad åt nordväst, men åt sydost är den bergig. Palo Plumaje ligger nere i en dal. Runt Palo Plumaje är det ganska tätbefolkat, med 86 invånare per kvadratkilometer. Närmaste större samhälle är Huautla de Jiménez, 13,5 km väster om Palo Plumaje. I omgivningarna runt Palo Plumaje växer i huvudsak städsegrön lövskog.